# Deutschlandfunk Nova

Het logo van Deutschlandfunk Nova

Deutschlandfunk Nova (DLF Nova), voorheen bekend als DRadio Wissen, is een radiostation die onderdeel is van de publieke omroep Deutschlandradio. Nova startte in 2010 met uitzenden en richt zich vooral op studenten en jongvolwassenen. De uitzendstudio's van het station bevinden zich in Keulen. Het radiostation zendt in heel Duitsland digitaal uit op DAB+ en online.